# Montuni del Reno
Il Montuni del Reno è un vino DOC la cui produzione è consentita nelle province di Bologna e Modena.

## Caratteristiche organolettiche
- colore: giallo paglierino
- odore: gradevole, caratteristico, leggermente vinoso
- sapore: asciutto o amabile, sapido, di giustocorpo

## Qualifica
Il Catalogo Internazionale delle Varietà di Vitigni, gestito dall'istituto di ricerca e autorità federale tedesca "Julius Kühn" (Geilweilerhof Institute for Grape Breeding), qualifica il Montù come una varietà di uve bianche, in accordo con le autorità italiane che hanno conferito il marchio DOC al Montuni del Reno ed in seguito alla famiglia dei tre vini "Reno" ("Reno" Montuni, "Reno" Pignoletto e "Reno" bianco) rispondenti ad un comune disciplinare., previo parere favorevole del Comitato nazionale per la tutela e la valorizzazione delle denominazioni di origine e delle indicazioni geografiche tipiche dei vini, istituito presso il Ministero delle Risorse Agricole, Alimentari e Forestali.
Gli ampelografi e scrittori statunitensi Jancis Robinson, Joe Bastianich e David Lynch hanno affermato che il Montuni (o Montù) è una varietà d'uve autoctona delle Valli del Po, non indicandola nella mappa geografica delle più importanti produzioni enologiche dell'Italia, e dell'Emilia Romagna in particolare.

In precedenza, J. Robinson sostenne anche che la produzione nelle zone del Po fosse costantemente diminuita durante la prima metà degli anni '90.

## Produzione
Provincia, stagione, volume in ettolitri
- nessun dato disponibile